# كلبش (مسلسل)
كلبش مسلسل تلفزيوني مصري تم عرض الجزء الأول منه في رمضان 2017، والجزء الثاني في رمضان 2018، والجزء الثالث في رمضان 2019.

## القصة
تدور احداث قصة مسلسل كلبش الجزء الأول حول الضابط سليم الانصاري وهو ضابط ماهر في عمله ولا يتبع اي طرق غير شرعية أو سيئة من اجل ان ينجح في عمله، ولا يستغل عمله من اجل ان يفرض سيطرته على الناس والمجتمع أو من اجل المال. ولكن يتعرض سليم دائمًا إلى انتقادات من حوله، ويظنه الكثيرون انه شخصيه شريرة وسيئة، حتى والدته تكون ضده في كثير من الاوقات وترفض عمله. يقع سليم في مأزق كبير، حيث يتم قتل شاب داخل القسم على يد امين شرطة ويقوم امين الشرطة بتلفيق التهمة لسليم بطريقة ماكرة ويتم القبض على سليم وبدء محاكمته ثم يقوم بالهرب ويبدأ رحلة البحث عن براءته

## الممثلون
- أمير كرارة:سليم الأنصاري
- محمد لطفي:الممرض إبراهيم السني
- ريم مصطفى:فريدة
- محمود البزاوي:العميد صلاح الطوخي إدارة التفتيش
- دياب :أمين الشرطة زناتي السيد زينهم
- أحمد صيام:الحاج لطفي أبو المجد
- انتصار:حنان أم هند
- محسن منصور:محمود عبد المنعم - حودة سيطرة
- طارق النهري:المُحامي نشأت فهمي
- محمد مرزبان:حماد عضو البرلمان
- محمود حجازي:زياد الثوري القتيل
- إسلام حافظ:تامر لطفي
- محمد عز:عطية عزام
- سارة الشامي:سلمى الانصاري
- وائل عبد العزيز:تايسون الديلر
- عمر الشناوي:الضابط حسام
- مراد مكرم:تميم زهدي - ضيف شرف
- كريم سرور:رامي الثوري
- مهند حسني:شادي حماد
- أسماء جلال:هند
- هاجر الشرنوبي:نورا أخت إبراهيم
- نورهان أبو سريع
- محمود عبد الغفار:رفاعي
- مينا نادر
- وليد الفولي
- هدير ناصر
- محمد أبو الوفا:المعلم حسني الضبع
- صبري عبد المنعم:أنور الخولي - ضيف شرف
- محمد الصاوي:اللواء والد صلاح الطوخي - ضيف شرف
- شريف خير الله:عزام والد عطية - ضيف شرف
- عواطف حلمي:أم ندى
- حنان يوسف:سناء
- محمد عبد السيد
- أحمد سالم
- علا رامي:أم فريدة
- جميل برسوم:اللواء عماد الغمري
- جيهان أنور:سميحة
- شريف البردويلي:ياسر
- هبة حسن: صفاء
- إبراهيم ظريف:شريف رمضان وكيل النائب العام
- إسماعيل شرف:طارق رئيس مباحث العمرانية
- سارة نخله
- شادي جميل
- محمود جمعة:صالح أبو الفضل - ضيف شرف
- هالة فاخر:نادية الأنصاري
- دينا فؤاد:هدى صالح
- عمر حسن يوسف:الملازم أول هشام - ضيف شرف
- أحمد حاتم:عاشور - ضيف شرف
- محمود عبد المغني:فايز بك